# Boris Chertok
Boris Evseyevich Chertok (em russo:  Борис Евсеевич Черток; Łódź, 1 de março de 1912 — 14 de dezembro de 2011) foi um projetista de foguetes espaciais soviético e russo.
Foi responsável pelos sistemas de controle de diversos mísseis balísticos e naves espaciais. Foi autor de um livro em quatro volumes, Rockets and People, fonte de informação definitiva sobre a história do programa espacial soviético.
A partir de 1974, ele foi projetista chefe adjunto do S.P. Korolev Rocket and Space Corporation Energia, o grupo no qual ele começou a trabalhar em 1946. Se aposentou em 1992.

## Biografia

### Juventude
Nasceu no dia 1 de março de 1912 na cidade de Łódź do Império Russo (atual Polônia) em uma família Judia. Seus pais foram Yevsey Menaseevich Chertok (1870-1943), que trabalhou como contador e Sofiya Borisovna Yavchunovskaya (1880-1942), obstetra.
Em 1914, a Polônia virou uma zona de guerra. Seus pais, juntos de refugiados fluentes de russo foram para o interior da Rússia e se basearam em Moscou.
Boris Chertok não foi aceito na escola MVTU de engenharia elétrica, apesar de ter passado nas provas. Lhe disseram: "Trabalhe por três anos e retorne. O aceitaremos como trabalhador, mas não como filho de trabalhadores".

### Carreira
Em agosto de 1930 foi contratado como eletricista de 4ª categoria na Electrical Shop of the Equipment Department (ESS) na fábrica de aeronaves Nº 22 em Moscou, que produziu a aeronave TB-1. Ele participou da introdução da aeronave TB-3 e na preparação da aeronave Ártica, com a qual a expedição do I.D. Papain [en] pousou num campo de gelo em 1937, assim começando o trabalho na estação polar PN-1 [en]. Ele foi o engenheiro responsável pelo equipamento elétrico e de rádio do avião N-209 [en] C, que voou aos Estados Unidos através do Polo Norte com Sigizmund Levanevsky [en].
Em 1934, Chertok entrou no departamento noturno do Instituto de Engenharia de Energia de Moscou, onde se formou em 1940; seu colega foi o futuro acadêmico G. S. Pospelov. Chertok trabalhou no grupo de design do projetista chefe Viktor Bolkhovitinov [en] na planta número 84 [en], então na planta número 293 do Instituto de Pesquisa-1 da USSR NKAP sob liderança do Tenente-Geral da Aviação Yakov Lvovich Bibikov [ru].
Em abril de 1945, como parte duma comissão especial, Chertok foi mandado à Alemanha, onde até janeiro de 1947 ele liderou um grupo de especialistas Soviéticos no estudo da tecnologia de mísseis.
No dia 2 de maio de 1945 ele assinou o Reichstag como um Major, o que ele considerou como a conquista mais feliz de sua vida. No mesmo ano, junto de A. M. Isayev [en], ele organizou o Instituto "RABE", uma organização conjunta Soviética-Alemã para a pesquisa de mísseis na zona de ocupação Soviética (Turíngia), o qual realizou o estudo e desenvolvimento da tecnologia para controlar mísseis balísticos de longo alcance. Na base do instituto, em 1946 foi estabelicido um novo - "Nordhausen [ru]", cujo engenheiro chefe foi Sergei Korolev. Daquele ponto em diante eles passaram a cooperar.
Em agosto de 1946, por ordens do Ministério da Indústria de Aviação e Armamentos, Chertok foi transferido para o posto de Engenheiro Chefe Adjunto e Chefe do Departamento do Instituto de Pesquisa do Departamento de Sistemas de Controle Nº 88 do Ministério de Armamentos. Todas as suas atividades científicas e de engenharia desde 1946 estiveram relacionadas com o desenvolvimento e criação dos sistemas de controle para mísseis e espaçonaves. Ele criou uma escola, que até hoje determinou a direção científica e nível tecnológico interno dos voos espaciais tripulados.
Em 1950 ele foi transferido da posição de Chefe Adjunto do Departamento e em 1956 foi Chefe do Departamento do Controle de Sistemas do NII-88 do OKB-1, cujo Projetista Chefe era Korolev.
Em 1974, Chertok foi apontado como Projetista Adjunto Geral para sistemas de controle da Energia.
Junto do trabalho científico, ele também era professor: de 1947-1978 na Universidade Técnica Estatal Bauman de Moscou, de 1978 até o fim de sua vida no Instituto de Física e Tecnologia de Moscou, onde ele chefiou o departamento de "Controle de Movimento" da Faculdade de Aerofísica e Pesquisa Espacial; leu o curso "Gerenciamento de grandes sistemas espaciais". Ele é Professor Honrado da UTEBM.
No dia 26 de novembro de 1968 ele foi eleito como membro correspondente da Academia de Ciências da URSS (desde 1991 como Academia de Ciências da Rússia). Desde 26 de maio de 2000, ele foi um membro completo da Academia de Ciências da Rússia pelo Departamento de Mecânica e Processo de Controle (Sistemas de Controle). Em 1990 ele também foi eleito como membro total da Academia Internacional de Astronautica [en]. No dia 26 de novembro de 1968 Chertok foi eleito como Membro Correspondente da Academia de Cosmonáutica da Rússia [ru] e membro da Academia Internacional de Informatização [ru].
Boris Chertok explicou sua incrível longevidade criativa e científica como um resultado natural do estresse constante devido a frequentes situações de emergência na Terra e no espaço. Ele sempre se considerou ateu.

### Morte
Numa segunda, 12 de dezembro de 2011, Boris Chertok adoeceu e foi hospitalizado no Hospital RAS. Ele morreu de pneumonia as 07:40 am, hora local, no dia 14 de dezembro de 2011 em Moscou, sem ter conseguido chegar ao seu centenário que ocorreria em menos de três meses. A despedida foi realizada no M.I. Kalinin CDC, na cidade de Korolev, próxima de Moscou. Foi enterrado no dia 16 de dezembro de 2011, no Cemitério Novodevichy.

## Atividade científica e de engenharia
Chertok é um dos fundadores da teoria e prática na criação de sistemas de controle para mísseis e espaçonaves. Seu nome é conectado com vários eventos históricos do século 20, tais como a revolução científica e  tecnológica e os primeiros passos da Humanidade no espaço. Com sua participação direta, os primeiros mísseis balísticos Soviéticos, o primeiro satélite artificial da Terra, o primeiro voo espacial tripulado, sondas para a Lua, Marte e Vênus, os primeiros satélites de comunicação "Molniya", os primeiros satélites de sensoriamento remoto, as primeiras estações espaciais e outras conquistas da Cosmonáutica Soviética foram criadas e implementadas.
Entre os estudantes do Chertok estavam dois membros da Academia de Ciências da Rússia, dúzias de doutores e candidatos de ciências.

## Família
Sua esposa foi Yekaterina Semyonovna Golubkina (1910-2004), sobrinha de Anna Golubkina [en].
Filhos:
- Valentin (1939-2011), engenheiro e repórter;
- Mikhail (1945-2014)[26] — engenheiro e líder da equipe na RSC Energia, nomeado após Korolov.

## Trabalhos
Boris Chertok é autor e co-autor de mais de 200 obras científicas, incluindo uma série de monografias, a maioria das quais foram classificadas durante muitos anos.

### Russo
Entre 1994-1999 Boris Chertok, com a ajuda de sua esposa Yekaterina Semyonovna Golubkina, preparou sua série histórica de livros "Rockets and People", a partir de quatro monografias.
- Черток, Б.Е. (1999). Ракеты и люди [Rockets and People] (PDF). [S.l.]: М.: Машиностроение. ISBN 5-217-02934-Х. Cópia arquivada (PDF) em 2 de abril de 2020
- Черток, Б.Е. (1999). Ракеты и люди. Фили — Подлипки — Тюратам [Rockets and People. Fili — Podlipki — Tyuratam] (PDF). [S.l.]: М.: Машиностроение. Cópia arquivada (PDF) em 2 de abril de 2020
- Черток, Б.Е. (1999). Ракеты и люди. Горячие дни холодной войны [Rockets and People. Hot Days of Cold War] (PDF). [S.l.]: М.: Машиностроение. Cópia arquivada (PDF) em 2 de abril de 2020
- Черток, Б.Е. (1999). Ракеты и люди. Лунная гонка [Rockets and People. Moon Race] (PDF). [S.l.]: М.: Машиностроение. Cópia arquivada (PDF) em 2 de abril de 2020

### Inglês
O Departamento de História da NASA publicou os quatro volumes traduzidos da série "Rockets and People" entre 2005 e 2011. A publicação foi editada pelo historiador espacial Asif Siddiqui, autor de "The Challenge to Apollo: Soviet Union and Space Race, 1945-1974".
- Chertok, Boris (2005).  Siddiqui, Asif, ed. Rockets and People (PDF) (em inglês). Estados Unidos: U.S. Government Printing Office. ISBN 0160732395. Cópia arquivada em 30 de agosto de 2013

- Chertok, Boris (2006).  Siddiqui, Asif, ed. Rockets and People, Volume 2: Creating a Rocket Industry (PDF). Estados Unidos: U.S. Government Printing Office. ISBN 0160766729. Cópia arquivada (PDF) em 3 de abril de 2020

- Chertok, Boris (2009).  Siddiqui, Asif, ed. Rockets and People, Volume 3: Hot Days of the Cold War (PDF). Estados Unidos: U.S. Government Printing Office. ISBN 9780160817335. Cópia arquivada em 28 de julho de 2013

- Chertok, Boris (2011).  Siddiqui, Asif, ed. Rockets and People, Volume 4: The Moon Race (PDF). Estados Unidos: U.S. Government Printing Office. ISBN 9780160895593. Cópia arquivada em 7 de setembro de 2016

## Filmografia
- «"Борис Черток. Выстрел во Вселенную"» [Boris Chertok. Disparado no Universo] (em russo). Cópia arquivada em 13 de setembro de 2019" é um filme documentário, rodado em 2009.
- "«"Борис Черток. 100 лет: тангаж в норме"» [Boris Chertok. 100 Anos: A tangente é normal] (em russo). Cópia arquivada em 25 de setembro de 2019 - é um filme documentário, filmado em 2011.
- "Primeira vez"  - longa-metragem, rodado em 2017, cujo papel é desempenhado por Yuri Itskov [ru].